# マリー・フォン・ザクセン＝アルテンブルク (1818-1907)
マリー・フォン・ザクセン＝アルテンブルク（ドイツ語: Marie von Sachsen-Altenburg, 1818年4月14日 - 1907年1月9日）は、ハノーファー王妃。

## 生涯
ザクセン＝ヒルトブルクハウゼン公世子ヨーゼフとヴュルテンベルク公女アマーリエ（ルートヴィヒの次女）の長女として、ヒルトブルクハウゼンで生まれた。1826年、ヨーゼフは領地を交換してザクセン＝アルテンブルク公となったため、一家はアルテンブルクに転居した。
1843年2月、ハノーファー王太子ゲオルク（後のゲオルク5世）と結婚し、間に1男2女を儲けた。
- エルンスト・アウグスト（1845年 - 1923年）
- フリーデリケ（1848年 - 1926年）
- マリー（1849年 - 1904年）

1866年、普墺戦争でオーストリア側についたゲオルク5世は、敗戦後に領地をプロイセンに併合され、国王一家はオーストリアへ亡命した。マリーはそのままハノーファーへ帰ることはなく、グムンデン（現在のオーバーエスターライヒ州グムンデン郡）で死去した。

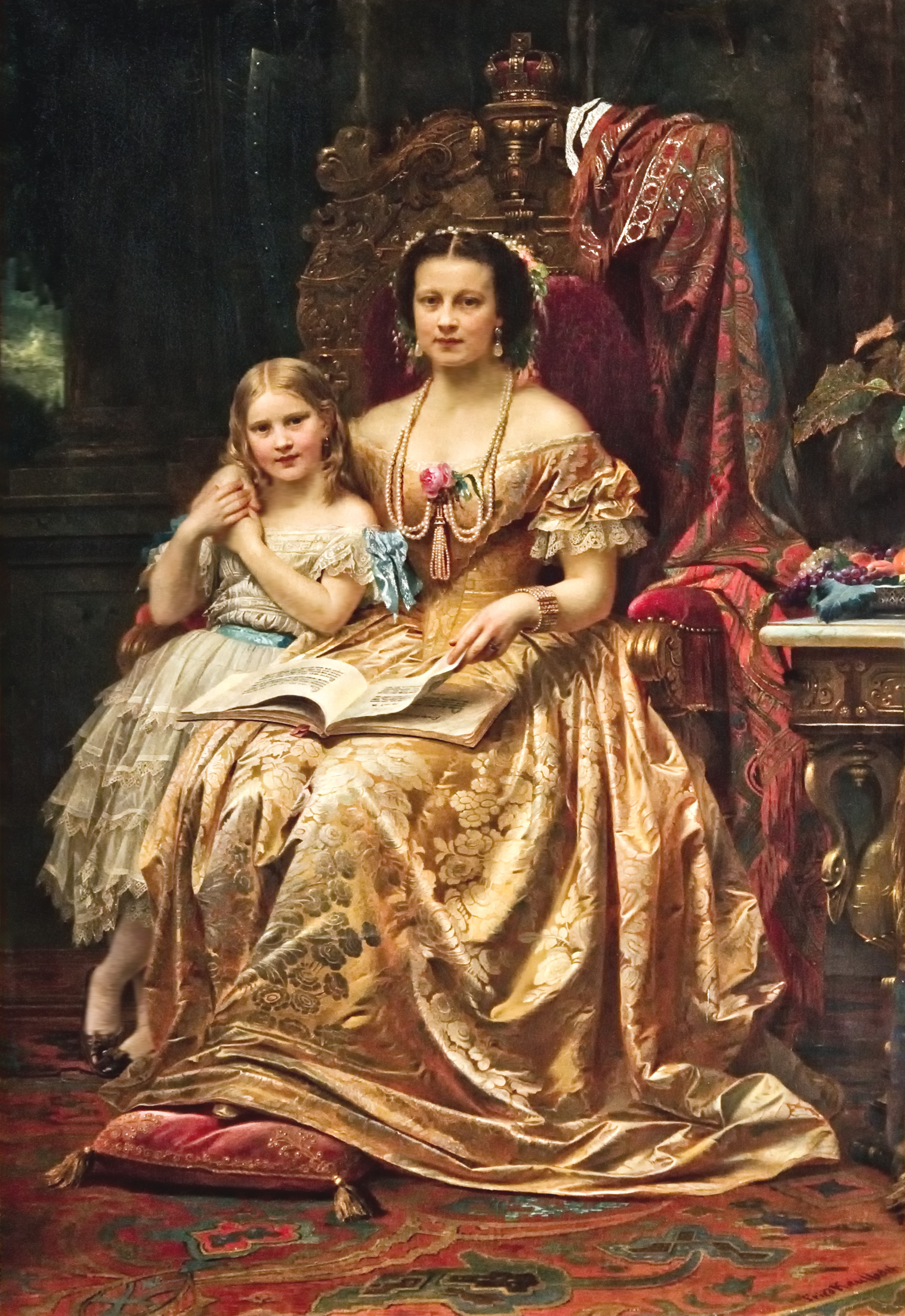
マリー王妃と次女マリー（ヴィルヘルム・フォン・カウルバッハ画、1866年頃）